# برگنج
بیرگونج (به لاتین: Birgunj) یک شهر در نپال است که در استان شماره ۲ واقع شده‌است. بیرگونج ۷۵٫۲۴ کیلومتر مربع مساحت و ۲۰۴٬۸۱۶ نفر جمعیت دارد و ۹۲ متر بالاتر از سطح دریا واقع شده‌است.

## نگارخانه

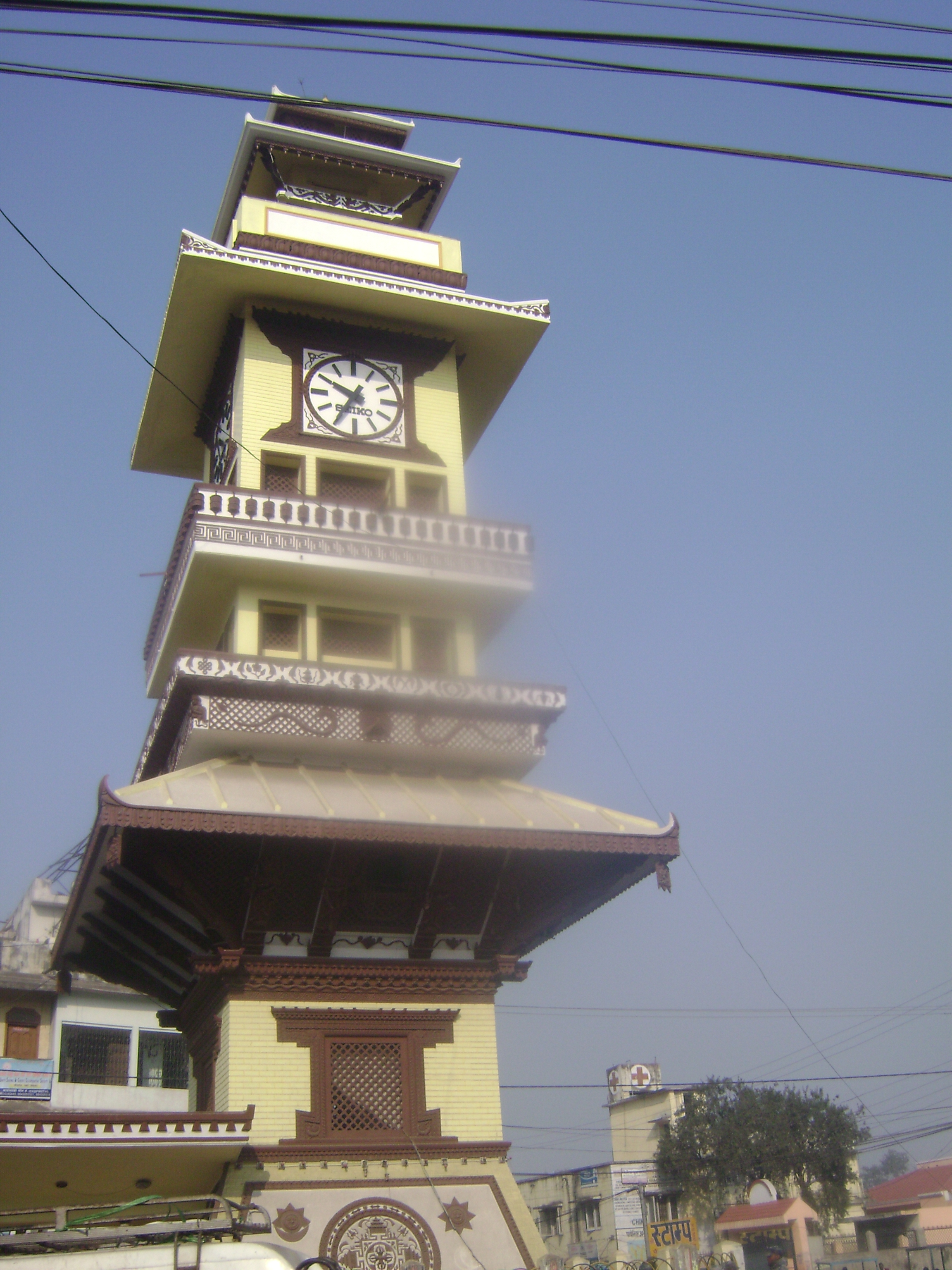